# Mesoxaea arizonica
Mesoxaea arizonica är en biart som först beskrevs av Cockerell 1936.  Mesoxaea arizonica ingår i släktet Mesoxaea och familjen grävbin. Inga underarter finns listade i Catalogue of Life.